# Екатериновка (Мордовия)
 Екатериновка — деревня в Лямбирском районе Мордовии в составе  Скрябинского сельского поселения.

## География
Находится на расстоянии примерно 22 км на восток от города Саранск.

## История
Известна с 1763 года, в 1869 году учтена как владельческая деревня Саранского уезда из 24 дворов. 

## Население
Постоянное население составляло 24 человека (русские 96%) в 2002 году, 19 в 2010 году .